# Budihni
Budihni (német nyelven: Bidichen) falu Szlovéniában, a Goriška statisztikai régióban, a Vipava-folyó jobb partján, Dornberktől délkeletre. Közigazgatásilag Nova Goricához tartozik. Lakosságának száma 44 fő.

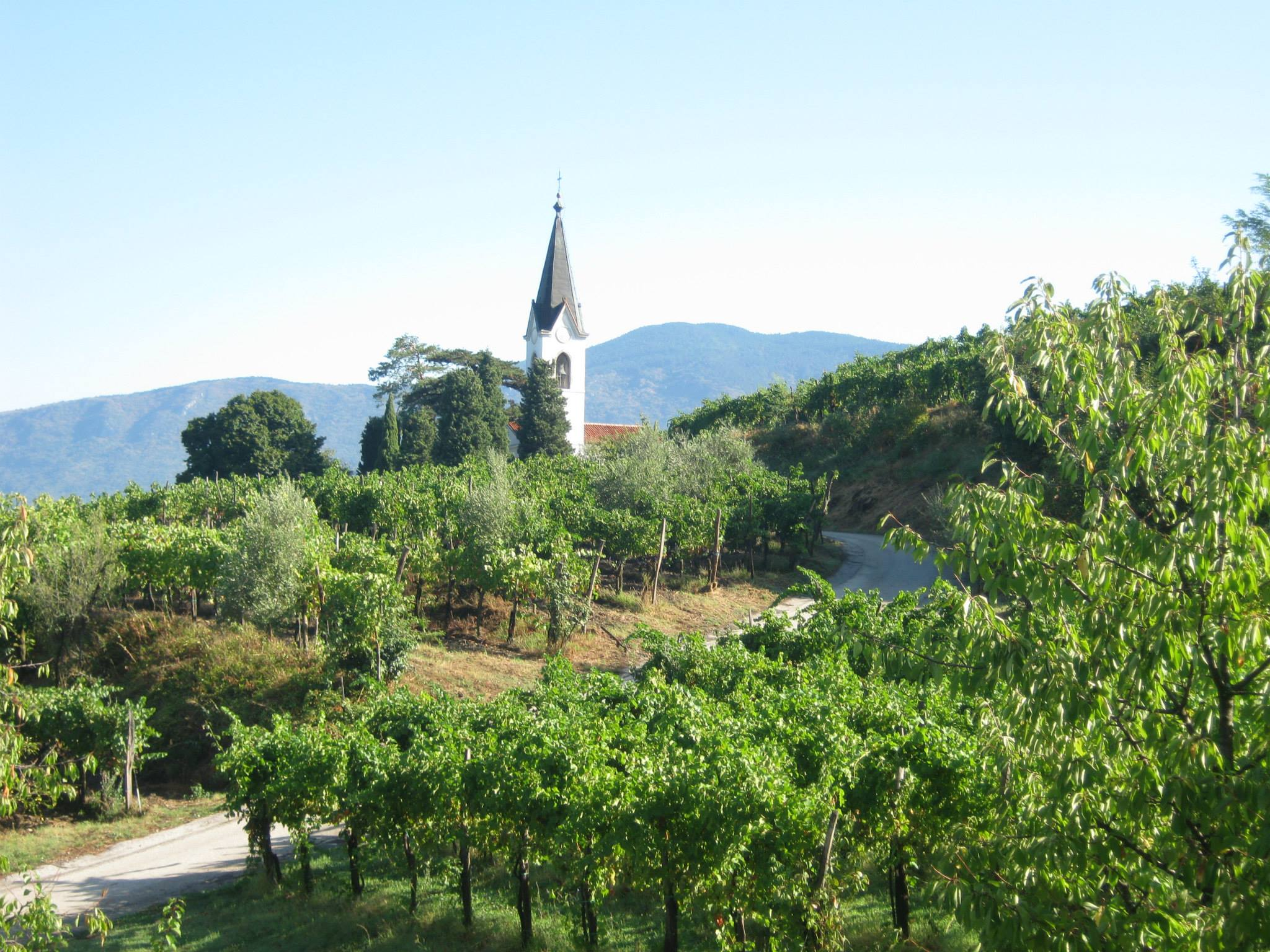
A Szent lőrinc templom

## Fordítás
- Ez a szócikk részben vagy egészben  a   Budihni című angol Wikipédia-szócikk ezen változatának fordításán alapul.  Az eredeti cikk szerkesztőit annak laptörténete sorolja fel. Ez a jelzés csupán a megfogalmazás eredetét és a szerzői jogokat jelzi, nem szolgál a cikkben szereplő információk forrásmegjelöléseként.